# الدوري الإنجليزي لكرة القدم 2003–04
الدوري الإنجليزي لكرة القدم 2003–04 (بالإنجليزية: 2003–04 Football League)‏ هو موسم من دوري كرة القدم الإنجليزي. فاز فيه نورويتش سيتي.